# 圆叶南蛇藤
圆叶南蛇藤（学名：Celastrus kusanoi）又名大葉南蛇藤，为卫矛科南蛇藤属的植物。分布在台灣以及中国的海南等地，生长于海拔300米至2,500米的地区，常生长在山地林缘，目前尚未由人工引种栽培。